# 少年ビッグコミック
『少年ビッグコミック』（しょうねんビッグコミック）は、小学館が発行していた月2回刊の漫画雑誌。『マンガくん』→『少年ビッグコミック』→『ヤングサンデー』（後に週刊化）と変遷した。

## 概要
学年誌と『週刊少年サンデー』の間を埋める隔週刊少年漫画誌『マンガくん』として、『てれびくん』と同年の1976年に12月25日発売の1977年1月10日号で創刊した。『ビッグコミック』の少年版としての特徴を持ち、装丁は当初、少年誌としては珍しい中綴じであった。他にも、月2回発行・巨匠主義・誌名ロゴ・表紙のイラストなどにもそれが見られた。小学館漫画誌のマスコットであるナマズマークは、本誌ではMマーク入りの小さな野球帽をかぶっていた。
しかし、部数低迷のため、誌面のリニューアルを余儀なくされる。そのため、編集長を井上敬三から『ビッグコミック』創刊メンバーの鈴木俊彦に交代し、本来目指していた役割を『月刊コロコロコミック』に譲り、1979年3月24日の通巻54号から『少年ビッグコミック』へ改称した。
名称は『ビッグコミック』になる一方、体裁は他の少年漫画誌と同様の平綴じに改められ、ナマズマークも『ビッグコミック』系列誌で使用されている、帽子をかぶっていない普通のものになった。『球道くん』など人気作品は継続して連載されたが、『みゆき』や『初恋スキャンダル』といったラブコメディの連載が始まり、「軟弱路線」と言われたが、次第にそちらがメインとなっていく。その一方で、架空国家の空軍外人部隊に所属する戦闘機パイロットの傭兵たちの活躍を主に描いた『エリア88』や、ディストピアSFの『愛がゆく』など、硬派な作品も輩出した。
しかし、雑誌自体の知名度は高まらず、「みゆき」の単行本が出た際、『週刊少年サンデー』の編集部に連載誌を教えてほしい、という問い合わせの電話がかかってきたという。
以降は、『週刊少年サンデー』と執筆陣が重複する兄弟誌になっていくが、1987年にはアンケート集計により、少年漫画雑誌ながら読者の年齢層が『週刊少年サンデー』を越えたことが判明した。そこで青年向け漫画誌へ路線変更し『ヤングサンデー』に改称され『ビッグコミックスピリッツ』と競合、他の青年誌同様の中綴じになった。その際、『少年ビッグコミック』の一部連載はそのまま引き継がれた。
雑誌の通巻号数はリセットされたが、後に『ヤングサンデー』巻末において『マンガくん』からの「通巻NUMBER」表示としてのみ復活した。ナマズマークは、『少年サンデー』系列誌のものへは変更されず、『ビッグコミック』系列のものを継続して使用していた。
掲載作品の単行本化は〈マンガくんコミックス〉の名でなされ、誌名変更後しばらくして〈少年ビッグコミックス〉と改称された。『冬物語』や『お〜い!竜馬』など、『少年ビッグコミック』で連載が開始され、移籍後に単行本が発売された作品は〈ヤングサンデーコミックス〉として刊行された。一方、『ミュウの伝説』などは『ヤングサンデー』掲載分も〈少年ビッグコミックス〉として刊行され、過去の作品が〈ヤングサンデーコミックス〉として刊行されることはなかった。
『エスパー魔美』については、初単行本化時のレーベルこそ〈マンガくんコミックス〉→〈少年ビッグコミックス〉ではあるが、テレビアニメ化以降は〈てんとう虫コミックス〉へ漫画単行本レーベルを変更した。〈藤子・F・不二雄大全集〉より後には、台詞表現を大全集に準じたものに変更した〈てんとう虫コミックス〉の新装版が廉価版も兼ねて発売。

## 『マンガくん』掲載作品

### 創刊号のラインナップ
- 球道くん（水島新司） - 巻頭カラーを飾ることが多かった。
- エスパー魔美（藤子・F・不二雄、当時は藤子不二雄名義）
- 無頼・ザ・キッド（永井豪）
- まんが研究会（石森章太郎）
- ココロマン（ジョージ秋山）
- ビーダマ社長（柳沢きみお）
- おとこ権兵衛（吉森みき男）
- タトル君（赤塚不二夫）
- てっぺんガキ大将（本宮ひろ志） - 創刊号読み切り

### 以後の掲載作
- プロペラ7（松本零士） - 第4号読み切り
- ラビットくん（山上たつひこ） - 第7号読み切り
- ワシとタカ（小山ゆう） - 第8号読み切り
- 宇宙船マゼラン（横山光輝）
- ゼロレーサー（影丸穣也）
- サイボー牛ウッシー（おだ辰夫）
- すすめ!ジェッツ（聖悠紀）
- くるくるパッX（聖悠紀）
- へんき〜んタマイダー（永井豪）
- 盲導犬プロメテウス（飯森広一）
- 生徒ドンマイ（聖日出夫）
- なにくそ!!（吉森みき男）
- すもう甲子園（貝塚ひろし）
- 特捜検事Q・1（原作：牛次郎 作画：居村真二）
- おれが大将（大島やすいち）
- ゲンとユウ（原作：林律雄 作画：松田一輝）
- 科学忍者隊ガッチャマンII（原作：タツノコプロ 作画：早田光茂）

### 漫画以外の連載記事
- ムービング・トイズ・クラフト - マブチモーターやタミヤのパーツを使った工作コーナー。

## 「少年ビッグコミック」の掲載作品
- みゆき（あだち充）
- 人間を超える者 アイン（飯森広一）
- サイボーグ009（石森章太郎）
  - 「サルガッソー異次元海編」「眼と耳編」「誘拐編」「父と子編」「走れ!兄ちゃん編」「機械仕掛けの心臓編」「動物園にて……編」
いずれも1号完結の読切短編
- 初恋スキャンダル（尾瀬あきら）
- 一撃伝（大島やすいち）
- 四丁目大リーグ（倉田よしみ）
- 風の三郎（小山ゆう）
- 愛がゆく（小山ゆう）
- エリア88（新谷かおる）
- ジョージ君の人間図鑑（所ジョージ） - 趣味、芸能界での交遊などが描かれた。また、読者コーナーも担当した。
- 熱血!スペクトラム学園（聖悠紀）
- 結婚ゲーム（村生ミオ）
- 岳人列伝（村上もとか） - 登山関連の読切短編（前後編あり）を掲載したものをまとめたもの。
- ウォー・クライ（竜崎遼児）
- ジャイアント（松田一輝）
- あ!Myみかん（柳沢きみお）
- ポップコーン・ブギ（むつ利之）
- 気ままにウルフ（あおきてつお）
- いつも放課後（はしもとみつお）
- タイムタイム（森秀樹）
- ザ・番台少年（石川弥子）
- 「帰還」（里見桂）- 読切短編
- 「破壊」（里見桂）- 読切短編
- 「ホームにて…」（里見桂）- 読切短編
- 「朝が空からやってくる」（里見桂）- 読切短編
- 「創意」（里見桂）- 読切短編

### 『少年ビッグコミック』最終号の掲載作

#### ヤングサンデーに引き継がれた作品
- お〜い!竜馬（原作：武田鉄矢 作画：小山ゆう）
- TWIN（六田登）
- ミュウの伝説（野部利雄） - 『ヤングサンデー』への移行にあたり、物語の時代を現代に変更、主人公を生まれ変わりにした第2部へ移行
- 冬物語（原秀則）
- 東京探偵団（細野不二彦）
- しあわせのゆくえ（内田春菊）
- 15（南ヒロユキ）

#### 完結、または中断作品
- 空色み〜な（北崎拓）
- パスカル・シティ（新谷かおる）
- 神の子（村生ミオ）
- ルオスG（佐々木淳子）
- きまぐれ乗車券（小山田いく）
- 悪しませう。（原作：林律雄 作画：川口敬）
- 重機甲兵ゼノン（神崎将臣） - 約20年後、『月刊COMICリュウ』にて続編『XENON-199X・R-』を連載

## 映像化された作品
- みゆき - 1983年に実写映画化およびテレビアニメ化。
- エリア88 - 1985年にOVA化。2004年にテレビアニメ化。
- 結婚ゲーム - 1985年にテレビドラマ化。
- あ!Myみかん - 1984年にテレビドラマ化。
- 初恋スキャンダル - 1986年にテレビドラマ化。
- エスパー魔美 - 1987年にテレビアニメ化。1988年にアニメ映画化。2002年にテレビドラマ化。
- TWIN - 1989年にOVA化。
- 冬物語 - 1989年に実写映画化。
- お〜い!竜馬 - 1992年にテレビアニメ化。